# Ferran Aisa i Pàmpols
Ferran Aisa i Pàmpols   (Barcelona, 29 d'agost de 1948) és un escriptor, poeta i historiador català. Ha estudiat el moviment obrer de caràcter llibertari, la cultura popular i la renovació pedagògica. També ha investigat els moviments d'avantguarda artístics i literaris i, en especial, la vida i l'obra de Joan Salvat-Papasseit, del qual va fer de documentalista per a l'exposició de 2011 de la Institució de les Lletres Catalanes «Salvat-Papasseit, poetavantguardistacatalà» al Centre d'Ars Sant Mònica a més de, amb Mei Vidal, ser l'autor de Joan Salvat-Papasseit, l'home entusiasta (2002), i comissariar el 2024 l'Any Salvat Papasseit amb motiu del centenari de la seva mort.

## Obra publicada

### Assaig
- Solidaridad Obrera (1907-1987), Ateneu Enciclopèdic Popular-CDHS, Barcelona, 1987 (amb Paco Madrid).
- Francesc Ferrer i Guàrdia i l'Escola Moderna. Badalona: Pleniluni, 1991 (amb Pere Solà i Gussinyer).
- Joan Amades i l'Ateneu Enciclopèdic Popular, Ateneu Enciclopèdic Popular, Barcelona, 1991.
- Una història de Barcelona: Ateneu Enciclopèdic Popular, 1902-1999. Pròleg: Josep Benet. Introducció: Josep Maria Ainaud de Lasarte i Antonio Turón, Barcelona: Virus, 2000. Premi Ciutat de Barcelona.[5]
- La cultura anarquista a Catalunya. Barcelona: Edicions de 1984, 2006.
- El Raval, un espai al marge. Barcelona: Base-Ajuntament de Barcelona, 2006 (amb Mei Vidal).
- La internacional: el naixement de la cultura obrera. Barcelona: Base, 2007.
- Contrarevolució, els Fets de Maig de 1937. Barcelona: Base, 2007.
- Les avantguardes: surrealisme i revolució. Barcelona: Base, 2008. Pròleg: Jaume Sobrequés.
- Mestres, renovació i avantguarda pedagògica a Catalunya. Barcelona: Ed. de 1984, 2008.
- República, guerra i revolució, l'Ajuntament de Barcelona (1931-1939). Barcelona: Base-Ajuntament de Barcelona, 2009.
- El Raval, un espai al marge,Base-Portàtil, Barcelona, 2011 (amb Mei Vidal).
- Barcelona balla: Dels salons aristocràtics a les sales de concert. Barcelona: Base-Ajuntament de Barcelona, 2011.
- La cultura catalana, Base, Barcelona, 2012 (amb Jaume Sobrequés i Maria Lluïsa Pazos).
- Utopia, del somni igualitari al pensament únic, Icaria Editorial, Barcelona, 2012.
- CNT. La força obrera de Catalunya, Editorial Base, Barcelona, 2013.
- El Liceu Escolar de Lleida,1906-1937, Editorial Fonoll, Juneda, 2013.
- Montjuïc, la muntanya del poble. Ajuntament de Barcelona, 2014.[6]
- Dinamita Cerebral, cultura, Literatura, arte y poesia anarquista, Calumnia, 2015.
- El foc de Prometeu (Recull d'articles 1980-2015), Pròleg: Xavier Diez, Lo Diable Gros, Tarragona, 2016.
- Viaje por la España franquista, 1969-1970, Editorial Base, Barcelona, 2017.
- ECN 1 Radio CNT-FAI Barcelona. La voz de la Revolución, Entreambos i Ajuntament de Barcelona, 2017.
- Discurso ácrata, Anarquismo y anarcosindicalismo, teoría y práctica, Calumnia, 2018.
- La vaga de la Canadenca. La conquesta de les vuit hores. Edicions de 1984 i Ajuntament de Barcelona, 2019.[7]
- Memoria libertaria, cultura y anarquismo, Calumnia, 2022.
- L'anarquisme contra la dictadura franquista (1939-1975). Lo Diable Gros, 2023.[8]

### Poesia
- Arte para una poesía libertaria en la calle. Amb motiu de les Jornades Llibertàries, plaquette, Barcelona, juliol de 1977.
- Arran de mar. Edicions El Vaixell Blanc, Barcelona, 1986.
- Todo el fuego sobre el mar, Edicions El Vaixell Banc, Barcelona, 1986.
- Eclipsi de lluna, Barcelona 1989, Edicions El Vaixell Blanc, Barcelona, 1990.
- Crónica d'un temps, Edicions Crans, Barcelona 1990.
- Raíces, Edicions Crans, Barcelona, 1991.
- Històries del vent, Edicions Crans, Barcelona, 1992.
- Ceniza y asfalto, Edicions El Vaixell Blanc, Barcelona, 1992.
- Rojo sobre negro, Edicions Crans, Barcelona, 1994.
- Las piedras del camino, Edicions Crans, Barcelona, 1994.
- Las ruinas del tiempo, Edicions Crans, Barcelona, 1994.
- Raval, memòria poètica, Edicions Grup León Felipe, Barcelona, 1998.
- La caixeta del Van Gogh, Edicions El Dau d'Ivori, Barcelona, 1999.
- Rambla del Raval. Vic: Emboscall, 2003. Pròleg: David Castillo.
- Calidoscopi. Vic: Emboscall, 2005.
- Univers, Vic, Emboscall, 2007.
- Terra de pas. Fonoll, Juneda, 2008.
- Balada dels temps difícils / Balada de los tiempos difíciles. Madrid. Amargord, 2014.
- Balada dels Ravals, Col·lecció: La puça del petroli, Pont del Petroli, Badalona, 2014.[9]
- Sin bandera, Calumnia, 2016.
- Sense bandera, Calumnia, 2017.
- El Raval de Barcelona, Amargord, Madrid, 2017.
- Pasión por las matemáticas. Poesía y Mito. ACSAL, 2024.

### Biografies
- Joan Salvat-Papasseit, l'home entusiasta. Barcelona: Virus, 2002 (amb Mei Vidal).
- Camins utòpics, Barcelona 1868-1888. Pròleg: Josep Maria Huertas. Barcelona: Ed. de 1984, 2004 (amb Mei Vidal).
- El laberint roig: Víctor Colomer i Joaquim Maurín, mestres i revolucionaris. Pròleg: Jaume Barrull. Lleida: Pagès, 2005.
- Víctor Colomer i Nadal, conseller-regidor de Cultura de l'Ajuntament de Barcelona (1936-1939), Institut de Cultura-Ajuntament de Barcelona, 2007.
- Joan Salvat-Papasseit, 1894-1924. Barcelona: Base, 2010 (amb Mei Vidal).
- Felip Cortiella. Creador del teatre anarquista català. El Lokal, 2023.
- Salvador Seguí. El Noi del Sucre. Anarcosindicalisme i pistolerisme a Barcelona, Editorial Base, 2024.

### Estudis literaris
- Poetes en temps de revolta: Barcelona, 1936-1939, Palma: Lleonard Muntaner, 2010.
- Joan Salvat-Papasseit, L'incendiari de mots,, cartes inèdites, articles i poemes esparços, Lo Diable Gros, Tarragona, 2019, (amb Mei Vidal).[10]